# Dominikus de Gentis
Dominikus de Gentis OP (* 10. März 1696 in Erkelenz als Wilhelm Philipp Gentis; † 5. Juli 1758 in Antwerpen) war von 1749 bis 1758 Bischof von Antwerpen.

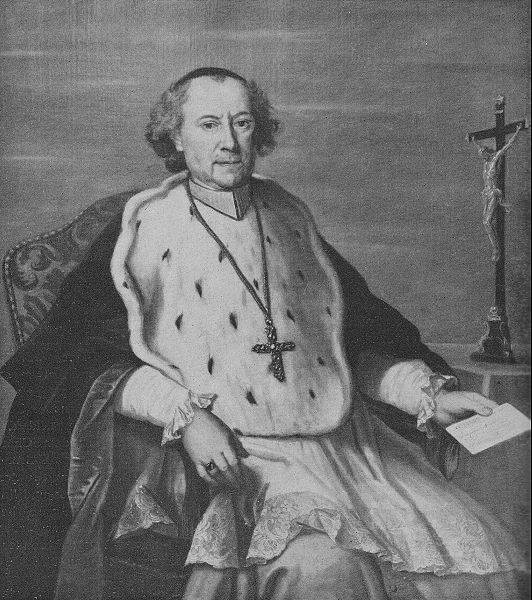
Bischof Dominikus de Gentis

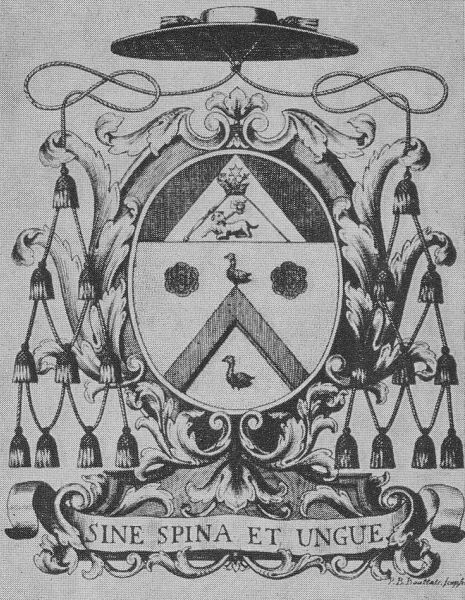
Wappen des Bischofs Dominikus de Gentis

## Leben
Dominikus de Gentis wurde am 10. März 1696 in der Pfarrkirche Sankt Lambertus zu Erkelenz getauft. Er war das sechste von neun Kindern der Eheleute Johannes Martin Gentis aus Erkelenz und Sibylla Elisabeth Hendrichs aus Beeck. Im Alter von 15 Jahren trat er dem Orden der Dominikaner in Köln bei und nannte sich seit der Ablegung der Ordensgelübde Dominikus. Im Alter von 28 Jahren wurde er zum Priester geweiht und kurz danach Regens seines Klosters. 1736 wurde er an der Universität zu Köln zum Doktor der Theologie promoviert und hatte dort mehrere Jahre eine Professur inne. Dann wurde er Prior in Wesel und in Halberstadt und schließlich im Jahre 1745 als Ordenskonsultor nach Rom berufen, wo er zugleich Bibliothekar bei Kardinal Casanate war.
Als im Jahre 1748 der bischöfliche Stuhl von Roermond zur Disposition stand, indem der dortige Bischof Johannes Antonius de Robiano nach Antwerpen transferiert werde sollte, wurde Dominikus Gentis als dessen Nachfolger in Aussicht genommen. Diese Bevorzugung verdankte er dem persönlichen Bemühen der Kaiserin Maria Theresia. Kurz zuvor soll er für sie in Rom einen Prozess so geschickt geführt haben, dass sie auf ihn aufmerksam wurde und nun ihren Einfluss geltend machte, um ihn auf den bischöflichen Stuhl von Roermond, das ja in ihren Niederlanden lag, zu erheben.
Der Bischof von Roermond aber wünschte in Roermond zu bleiben, und nun wurde im Konsistorium vom 5. Mai 1749 Dominikus Gentis selbst zum Bischof von Antwerpen bestimmt. Schon am 11. Mai des Jahres empfing er in Rom die Bischofsweihe und verließ am 19. Juni die ewige Stadt, um sich zunächst nach Wien zu seiner Gönnerin Maria Theresia zu begeben. Noch im August 1749 weilte er in seiner Heimatstadt Erkelenz, wo er Taufpate im Hause seines Neffen, des Erkelenzer Bürgermeisters Johannes Gerhard Meyer, war. Am 15. Oktober 1749 hielt er schließlich seinen feierlichen Einzug in die Kathedrale zu Antwerpen und übernahm die Leitung seiner Diözese. 1752 ernannte ihn die kaiserliche Regierung in Wien zum Staatsrat und erhob ihn damit in den Adelsstand. Seit dieser Zeit führte Dominikus Gentis zu seinem Namen das adelige „de“.
Dominikus de Gentis starb am 5. Juli 1758 in Antwerpen und wurde in der Kathedrale in der Gruft seiner Vorgänger beigesetzt. Sein Wahlspruch lautete: sine spina et ungue = Ohne Dorn und Sporn, womit er ausdrücken wollte, dass er in Milde und Güte seine Diözese zu regieren beabsichtigte. Sein Wappen zeigt auf goldenem Grund einen roten Sparren, oben und unten eine Wildgans, was eine Anspielung auf seinen Namen genta = Wildgans ist, und in der rechten und linken oberen Ecke eine Rose (Mispelblüte), die Bezug auf das Erkelenzer Stadtwappen nimmt.